# Lorenzo Batlle
Lorenzo Cristóbal Manuel Batlle y Grau (Montevidéu, 10 de agosto de 1810 - 8 de maio de 1887), militar e político uruguaio, Presidente da República entre os anos 1868 e 1872. Pai de José Batlle y Ordóñez, avô de Luis Batlle Berres e bisavô do ex-presidente do Uruguai, Jorge Batlle.
Era filho do comerciante espanhol José Batlle y Carreó, empresário de fortuna na Montevideu colonial, originário de Sitges, Catalunha. Emigrado político ao Rio de Janeiro quando da retirada dos espanhóis de Montevidéu, suas propriedades foram confiscadas pelo governo de Artigas, e somente lhe foram devolvidas — ainda que parcialmente — quando os portugueses conquistaram a Província Oriental em 1817.